# Janez Tavčar
Janez Tavčar (San Daniele del Carso / Štanjel, 1544 circa – Graz, 24 agosto 1597) è stato un vescovo cattolico austriaco.

## Biografia
Nato in una famiglia di agricoltori a San Daniele del Carso/ Štanjel attorno al 1544, Janez Tavčar (Johann Tautscher) studiò teologia a Vienna. Il 27 marzo 1569 fu ordinato presbitero, nel 1571 ottenne la nomina alla parrocchia di Comeno e nel 1574 divenne pievano di Gorizia. Proprio nel 1574, fu creato, all'interno del patriarcato di Aquileia, il nuovo arcidiaconato di Gorizia e Janez Tavčar fu promosso arcidiacono nel 1577, succedendo a Gerolamo Catta. Ma già il 20 maggio 1580, su proposta dell'arciduca Carlo II, fu nominato vescovo di Lubiana, ricevendo l'ordinazione episcopale nell'agosto dello stesso anno. Il 24 settembre 1584 l'arciduca Carlo II, lo nominò suo consigliere segreto e deputato a Graz. Fra il 1588 e il 1594 ebbe l'incarico di amministratore della prepositura di Eberndorf e, dal 1594, del monastero di Millstatt.
Janez Tavčar si distinse per l'impegno profuso contro il diffondersi della Riforma protestante e per una migliore preparazione del clero cattolico. A lui si deve l'introduzione dei Gesuiti a Lubiana nel gennaio del 1597.
Morì a Graz il 24 agosto 1597 e fu sepolto a Gornji Grad/ Oberburg in Stiria.

## Genealogia episcopale
La genealogia episcopale è:
- Vescovo Paolo Bisanti
- Vescovo Janez Tavčar